# بارادیلی
بارادیلی (به ایتالیایی: Baradili) یک کومونه در ایتالیا است که در استان اریستانو واقع شده‌است.

## خصوصیات
بارادیلی ۵٫۶ کیلومترمربع مساحت و ۹۵ نفر جمعیت دارد و ۱۶۵ متر بالاتر از سطح دریا واقع شده‌است.